# بترا ريفرز
بترا ريفرز (بالإنجليزية: Petra Rivers) هي منافسة ألعاب القوى أسترالية، ولدت في 11 ديسمبر 1952.

## وصلات خارجية
- بترا ريفرز على موقع الاتحاد الدولي لألعاب القوى (الإنجليزية)
- بترا ريفرز على موقع النتائج التاريخية لألعاب القوى الأسترالية (الإنجليزية)
- بترا ريفرز على موقع أوليمبيديا (الإنجليزية)
- بترا ريفرز على موقع اللجنة الأولمبية الأسترالية (الإنجليزية)